# Phantom Force
Pour plus de détails, voir Fiche technique et Distribution.
Phantom Force est un téléfilm américain réalisé par Christian McIntire et diffusé le 27 mars 2004 sur Sci Fi Channel. Il s'agit du troisième volet de la saga des Interceptor Force.

## Synopsis
Le Venture, un sous-marin atomique utilisé pour des recherches archéologiques a récupéré un artefact appelé La Pierre d'Hadès dans un abysse, capable de ramener les morts à la vie selon les anciennes écritures. Malheureusement, la fissure abyssale n'étant pas refermée, les démons et autres créatures prennent possession du navire et tuent l'équipage. Jack Bavaro, toujours à la tête de l'interceptor Force, envoie une équipe pour empêcher le pire ... 

## Fiche technique
- Titre original : Phantom Force
- Titre français : Phantom Force
- Réalisation : Christian McIntire
- Scénario : Sam Wells
- Musique : Jamie Christopherson
- Photographie : Lorenzo Senatore
- Montage : Greg Babor et David Flores
- Décors : Kes Bonnet
- Direction artistique : Borislav Mihailovski
- Costumes : Irina Kotcheva
- Maquillages spéciaux : Tatyana Sleptsova
- Supervision des effets visuels : Kevin Lane
- Producteurs : Jeffery Beach et Phillip J. Roth
- Producteurs exécutifs : Michael Braun, Ewerhard Engels, Jim Hollensteiner, Thomas J. Niedermeyer Jr., Ken Olandt, T.J. Sakasegawa, Richard Smith et Thomas P. Vitale
- Producteurs associés : Gerd Koechlin, Rolf Schneider et Andreas Thiesmeyer
- Compagnie de production : Equity Pictures Medienfonds GmbH & Co. KG et Unified Film Organization
- Compagnie de distribution : Unified Film Organization
- Pays d'origine :  États-Unis  Bulgarie  Allemagne
- Langue : Anglais
- Son : Stéréo
- Ratio écran : 1,85:1
- Image : Couleurs
- Négatif : 35 mm
- Genre : Science-fiction
- Durée : 86 minutes

## Distribution
- Richard Grieco : Mark Dupree
- Nigel Bennett : Jack Bavaro
- Tangi Miller : Potts
- Jim Fyfe : Cutler
- Jenna Gering : Rebecca Weaver
- Hristo Chopov : Commandant Vukorov
- Atanas Srebrev : Kyle Hudson
- Tyrone Pinkham : Joe Murray